# Gábor Hatos
Gábor Hatos (n. 3 octombrie 1983, Eger, Heves, Ungaria) este un luptător maghiar, medaliat olimpic. A participat la 2 ediții ale Jocurilor Olimpice (2004, 2012) în care a câștigat o medalie de bronz.